# 関戸駅
関戸駅（せきどえき）は、かつて岐阜県恵那郡福岡町（現・中津川市）に存在した北恵那鉄道北恵那鉄道線の駅（廃駅）。
地元住民の請願により開設された駅であり、北恵那鉄道最後の新設駅であった。

## 歴史
- 1961年（昭和36年）9月13日：開業。
- 1978年（昭和53年）9月18日：全線廃止に伴い廃駅。

## 駅施設
1面1線のホーム。小さな待合所のみの無人駅であった。

## 隣の駅
北恵那鉄道
北恵那鉄道線
並松駅 - 関戸駅 - 美濃福岡駅